# Rainer Lagoni
Rainer Lagoni (* 6. April 1941 in Kiel; † 18. Dezember 2024 in Reinbek) war ein deutscher Rechtswissenschaftler und Hochschullehrer.

## Leben
Nach seinem Abitur leistete Lagoni von 1961 bis 1963 Wehrdienst bei der Deutschen Bundesmarine.
Im Anschluss daran studierte er von 1963 bis 1968 Rechtswissenschaften an den Universitäten Kiel, Genf und Dublin. Es folgten das Rechtsreferendariat und 1972 die Promotion zum Dr. jur. mit der Arbeit Die politischen Parteien im Verfassungssystem der Republik Irland. Ab 1973 war er als Wissenschaftlicher Mitarbeiter und später als Wissenschaftlicher Assistent am Institut für Internationales Recht der Universität Kiel (seit 1995: Walther-Schücking-Institut für internationales Recht) tätig. Von 1976 bis 1977 studierte er an der Columbia Law School in New York und erlangte den Titel LL.M.; 1977 erlangte er zudem das Diplom der Academie de Droit International in Den Haag. 1982 wurde er auf die Professur für öffentliches Seerecht am seinerzeit neu geschaffenen Institut für Seerecht und Seehandelsrecht der Universität Hamburg berufen. 
Die Seerechtsstiftung hat in Würdigung seiner besonderen Verdienste 2018 erstmals den nach ihm genannten Rainer-Lagoni-Preis für herausragende Leistungen im Studienschwerpunkt „Maritimes Wirtschaftsrecht“ vergeben.

## Werk (Auswahl)
- Die politischen Parteien im Verfassungssystem der Republik Irland, Frankfurt am Main 1973, zugleich Diss. ISBN 3-7610-4005-9
- Künstliche Inseln und Anlagen im Meer, in: Jahrbuch für Internationales Recht, Bd. 18 (1976), S. 241 bis 282.
- Antarctica's Mineral Resources in International Law (PDF; 2,8 MB), in: ZaöRV 39 (1979), S. 1 bis 37.
- Ländergrenzen in der Elbemündung und der Deutschen Bucht. Verfassungsgeschichtliche, staats- und völkerrechtliche Aspekte des Zwischenländerrechts, Berlin 1982. ISBN 3-428-05240-4
- als Herausgeber zusammen mit Hellmuth St. Seidenfus und Hans-Jürgen Teuteberg: Nord-Ostsee-Kanal 1895 – 1995. Festschrift, Neumünster 1995. ISBN 3-529-05319-8
  - darin: Der Nord-Ostsee-Kanal im Staats- und Völkerrecht, S. 225 bis 276.
- Völkerrechtliche Vorgaben für die Anwendung des Umweltschadensgesetzes in der Ausschließlichen Wirtschaftszone und auf dem Festlandsockel. Rechtsgutachten im Auftrag des Bundesamtes für Naturschutz (= Rostocker Schriften zum Seerecht und Umweltrecht, Bd. 40). Nomos, Baden-Baden 2007, ISBN 3-8329-2846-4.
- Haftungsfragen der CO2–Speicherung im Meeresuntergrund, in: Zeitschrift für Umweltrecht, Bd. 19 (2008), S. 293 bis 295.

Festschrift
- Peter Ehlers (Hrsg.): Meeresfreiheit und Ocean Governance. Festgabe zum 65. Geburtstag von Rainer Lagoni (= Schriftenreihe der Fakultät für Rechtswissenschaft der Universität Hamburg, Bd. 4). LIT-Verl., Münster 2008, ISBN 978-3-8258-1142-6.